# La Bertolina
La Bertolina és una masia del municipi de Navès, a la comarca catalana del Solsonès.